# SN 1989E
SN 1989E – supernowa typu Ib odkryta 7 lutego 1989 roku w galaktyce M+05-32-45. W momencie odkrycia miała maksymalną jasność 18,60m.